# Henri Vachon
Pour les articles homonymes, voir Vachon.
Henri Vachon, né le 9 août 1904 à Saint-Usuge et mort le 20 juin 1994 à Paris 16e, est un photographe français.

## Biographie
Formé à Mulhouse chez Armand Bernheim et chez Gebauer, il travaillera ensuite chez les frères Manuel à Paris. Il exportera quelque temps les premiers Photomaton au Moyen-Orient et en Asie avant de rentrer en France. Il travaille avec de grands studios mais en tant qu'opérateur indépendant, il reste donc propriétaire de ses clichés.
En 1937, il produit le premier film sonore réalisé au Luxembourg, sous le nom d'Henri N. Vachon : Il est un petit pays est réalisé par René Leclère. Ce documentaire de 47 minutes fut tourné à la demande du gouvernement pour être projeté à l'Exposition universelle de Paris de 1937 et servir comme moyen de promotion touristique. Il produira et réalisera un film au Maroc dont les droits seront achetés par des studios hollywoodiens qui les réutiliseront dans diverses productions.
Pendant la Seconde Guerre mondiale, il entrera très tôt dans la Résistance. Avec simplicité, il affrontera le danger dans l'ombre de grands résistants et restera toujours à Paris. Pendant la transmission des messages, une complicité naîtra entre son pseudonyme « Le Corsaire » et une voix féminine « L'écouteuse ». Cette « écouteuse » est Maria Turini, qu'un ami commun, commissaire de police lui permettra de rencontrer à la fin du conflit. Il se marièrent peu après.
Il a été le premier à photographier la première pile atomique française (pile Zoé) ou la Reine d’Angleterre se tenant dans la cour de l’Élysée.
Henri Vachon a également largement couvert les courses automobiles de l’après-guerre. Bien introduit auprès des coureurs et des grands patrons de l’industrie automobile, il a fait publier ses photos dans plus de 100 journaux du monde entier.
Minutieux et créatif, il a aussi été à l’origine des débuts de grandes marques dans le monde de la publicité. Avec sa femme Maria Vachon-Turini, ils ont été reporters, publicitaires, éditeurs, collectionneurs et marchands d’art. Passionnés, ils ont amassé plus de 700 000 clichés.